# Bubblegum Crisis
Bubblegum Crisis (バブルガムクライシス Baburugamu Kuraishisu?) es una miniserie animada japonesa en formato OVA de 1987 perteneciente al género ciberpunk. En principio la serie se planeó para trece episodios, pero finalmente fueron reducidos a ocho.
La serie narra las hazañas de las Knight Sabers, un grupo de cuatro mercenarias que utilizan armaduras mecánicas y que asisten a la policía de su ciudad a resolver varios problemas, generalmente el de robots y máquinas que se salen de control. El éxito de esta serie dio lugar a varios spin-off y al remake Bubblegum Crisis Tokyo 2040. Cuenta con diseños de Kenichi Sonoda y Masami Obari y fue dirigida por Katsuhito Akiyama, Hiroaki Goda, Masami Obari.

## Argumento
La serie está ambientada en el año 2032, siete años después de que un gran terremoto dividiera a la ciudad de Tokio geográfica y culturalmente en dos. En las escenas introductorias del primer episodio, la inequidad económica y social se muestra más pronunciada que en períodos anteriores del Japón de la posguerra. El antagonista principal de la serie es Genom, una megacorporación con un inmenso poder e influencia global. Su principal producto son los Boomers, formas de vida mecánicas cibernéticas con forma humana. Los Boomers fueron creados destinados a servir como herramienta para la humanidad, sin embargo estos se convierten en instrumentos mortales al caer en manos de individuos sin escrúpulos y delincuentes. Ante esta situación, el gobierno de la ciudad ha creado una institución (la Policía A.D.) especializada en investigar casos relacionados con los Boomers. Algunas de las situaciones presentadas en la serie son la incapacidad de la Policía A.D. de cumplir su trabajo debido a las luchas políticas internas, la burocracia, y un presupuesto insuficiente.

## Personajes
- Sylia Stingray: Es la hija del Dr. Katsuhito Stingray, el científico que creó originalmente a los Boomers. Es la líder de las Knight Sabers, brillante científica y tiene su propia boutique llamada The Silky Doll, que a su vez es la base de operaciones de la Knight Sabers. Su armadura es de color celeste plateado. Existe en el OVA un halo de misterio sobre su verdadera naturaleza, que nunca es confirmada o descartada.

- Priscilla S. Asagiri: Priss es la cantante de la banda de techno-rock llamada The Replicants. Tiene una armadura azul y una motocicleta, que es un Boomer que puede combinar con su armadura para darle mayor poder de combate.

- Nene Romanova: Oficial de la Policía A.D. Se desempeña como oficial de comunicaciones, muy hábil con las computadoras y como hacker, por lo que tiene acceso a toda la información confidencial que maneja la policía. Se especializa en sensores, comunicaciones y contramedidas electrónicas, pero no tiene una parte muy activa en los combates contra Boomers. En los primeros siete capítulos su armadura es de color violeta, y en el octavo aparece de color rojo.

- Linna Yamazaki: Instructora de aeróbicos, es la especialista en combate cerrado de las Knight Sabers, debido quizás a su gran agilidad. Su armadura, de color verde, está equipada con knuckle bomber en su brazo derecho, y con dos cintas que se proyectan del casco capaces de cortar cualquier cosa que toquen.

- Inspector León McNichol: Oficial de la Policía A.D. Se desempeña como oficial de enfrentamiento frente a frente contra los Boomers enloquecidos. Es amigo de Nene la cual siempre lo acosa llamándolo como si fuera un León de peluche (lo llama Leoncito cuando está de buenas y cuando está seria le dice Leonsote). No ha tenido novia por causa de su carácter, debido a que no explica muy bien sus sentimientos lo que hace que las chicas se le vayan de la mano. En un evento en el cual un Boomer enloqueció, conoció a Priss, la cual llamó su atención.

## Ambientación

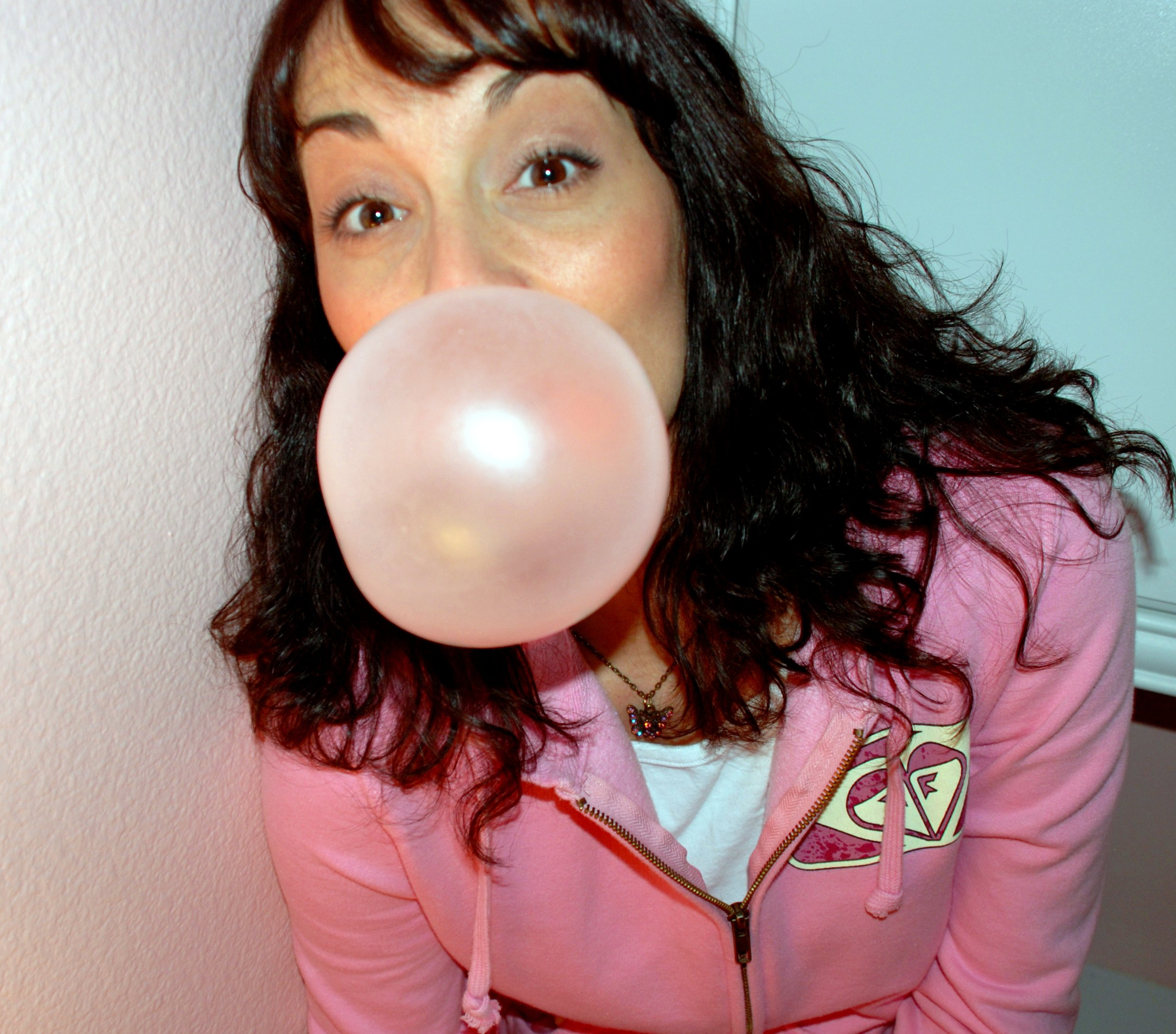
Mujer haciendo un Bubblegum

La serie tiene influencias de las películas Blade Runner y Streets of Fire. Las secuencia de apertura del primer episodio es muy similar a la de Streets of Fire. Los robots humanoides conocidos como Boomers son muy parecidos a los cyborgs que aparecen en la película El Exterminador
El escritor Toshimichi Suzuki reveló el significado del título de la serie durante una entrevista dada a la revista Animerica en 1993: "Originalmente íbamos a bautizar la serie como Bubblegum para reflejar un mundo en crisis, como un globo de chicle que está a punto de estallar".

## Producción
En un principio Toshimichi Suzuki tenía pensado hacer un remake de la película animada Techno Police 21C (1982). Sin embargo este conoció a Junji Fujita y ambos discutieron ideas, y decidieron colaborar en lo que se convertiría en Bubblegum Crisis. Kenichi Sonoda trabajó como diseñador de los personajes, creando también a las cuatro heroínas principales. Masami Obari se encargó del diseño de los robots y de otras máquinas, y dirigió los episodios 5 y 6.
En principio el OVA iba a contar con trece episodios, pero estos fueron reducidos a ocho Debido a problemas legales que surgieron entre las compañías que, de forma conjunta, eran propietarias de los derechos de autor de la serie (Artmic y Youmex).

## Episodios
| # | Título                 | Estreno             |
| --- | ---------------------- | ------------------- |
| 1 | «Tinsel City Rhapsody» | 1987-02-25 (45 min) |
| Las Knight Sabers son contratadas para rescatar a una pequeña niña de un grupo de secuestradores, pero la niña es más de lo que aparenta.                 |                        |                     |
| 2 | «Born to Kill»         | 1987-09-05 (30 min) |
| Una amiga de Linna amenaza con exponer secretos de Genom que la guiaron a la muerte de su prometido, pero Genom planea silenciarla antes.                 |                        |                     |
| 3 | «Blow Up»              | 1987-12-05 (25 min) |
| Las Knight Sabers atacan la Torre Genom para ponerle fin a los planes del ejecutivo de Genom, Brian J. Mason.                                             |                        |                     |
| 4 | «Revenge Road»         | 1988-07-24 (40 min) |
| Un corredor convierte su auto en un arma de venganza contra las bandas de motociclistas de MegaTokio, pero el auto pronto desarrolla una mente propia.    |                        |                     |
| 5 | «Moonlight Rambler»    | 1988-12-25 (45 min) |
| Un asesino drena la sangre de sus víctimas, pero no es un vampiro. ¿Y qué tienen que ver un par de androides love-doll y la súper-arma D.D. con eso?      |                        |                     |
| 6 | «Red Eyes»             | 1989-08-30 (50 min) |
| Un grupo de Knight Sabers falsas están arruinando la reputación del grupo, llevando a una pelea con un enemigo que está de vuelta.                        |                        |                     |
| 7 | «Double Vision»        | 1990-03-14 (50 min) |
| Una cantante con un asunto de venganza llega a MegaTokio, y trae algunas armas pesadas junto con ella.                                                    |                        |                     |
| 8 | «Scoop Chase»          | 1991-01-30 (50 min) |
| Un ambicioso científico técnico y una reportera aspirante planean hacerse un nombre a expensas de las Knight Sabers, y Nene está atrapada justo en medio. |                        |                     |